# Enicospilus quogiae
Enicospilus quogiae là một loài tò vò trong họ Ichneumonidae.